# Systremma peruviensis
Systremma peruviensis là một loài bướm đêm trong họ Noctuidae.